# إدارة مجرى الهواء التنفسي
إدارة مجرى الهواء التنفسي  (بالإنجليزية: Airway management)‏ تتضمن مجموعة من المناورات والإجراءات الطبية التي تستخدم لحماية أو إنقاذ المرضى المصابين بانسداد مجرى التنفس. يساهم هذا في تحسين مجرى الهواء والسماح للغازات بالتبادل بين رئتي المريض والهواء الخارجي. يكون ذلك إما بعلاج مجرى الهواء المسدود الآن، أو عبر حماية المجرى المهدد في حالات مثل صدمة الحساسية، أو تبليد الإحساس الشديد عند المريض، أو حالات التخدير. قد ينسد مجرى التنفس بفعل ارتخاء اللسان، أو الأجسام الغريبة، أو تجمع سوائل الجسم مثل الدم وسوائل المعدة، أو حتى بفعل الأنسجة المبطنة لمجرى الهواء نفسه.
ينقسم علاج وإدارة مجرى التنفس إلى قسمين رئيسيين: العلاج الأساسي والعلاج المتقدم.
تعد التقنيات الأساسية غير اجتياحية عمومًا، ولا تتطلب معدات طبية متخصصة أو تدريبًا متقدمًا. وتشمل هذه التقنيات تحريك الرأس والرقبة -في مناورات لتحسين التهوئة-، ضغطات البطن، وضربات الظهر.
أما التقنيات المتقدمة فتتطلب الكثير من التدريب، والعديد من المعدات الطبية المتخصصة. ويمكن تقسيم هذه التقنيات على حسب التشريح كالتالي: أدوات مسلك الهواء التي توضع فوق المزمار (مسلك هوائي فموي بلعومي و	مسلك هوائي أنفي بلعومي)، وتلك التي توضع أسفل المزمار (مثل: تنبيب (طب))، والطرق الجراحية (مثل: بضع الغشاء الحلقي والدرقي و ثقب القصبة الهوائية).
تعد إدارة مجرى الهواء الاعتبار الرئيسي في كلٍ من مجالات الإنعاش القلبي الرئوي، والتخدير، وطب الطوارئ، وطب العناية المركزة، والإسعافات الأولية.
ويمثل مجرى الهواء حرف الألف (A) في الكلمة الاستذكارية للعلاج (ABC).

## إدارة مجرى الهواء الأساسية
تتضمن إدارة وعلاج المجرى التنفسي الأساسية عدة حركات ومناورات، لا تتطلب بالضرورة أدوات طبية متخصصة (على نظير الرعاية المختصة بمجرى الهواء). يتم اللجوء إلى العلاجات الأساسية لمجرى التنفس في حالات الإسعافات الأولية لكونها طفيفة التوغل، سريعة، وسهلة إلى حد ما.
إن أسهل الطرق لمعرفة كون مجرى الهواء مسدودًا أم لا هي تقييم قدرة المريض على التحدث. ويمكن تقسيم هذه الآلية إلى اجراءات علاجية أو احترازية لحماية المجرى المسدود.

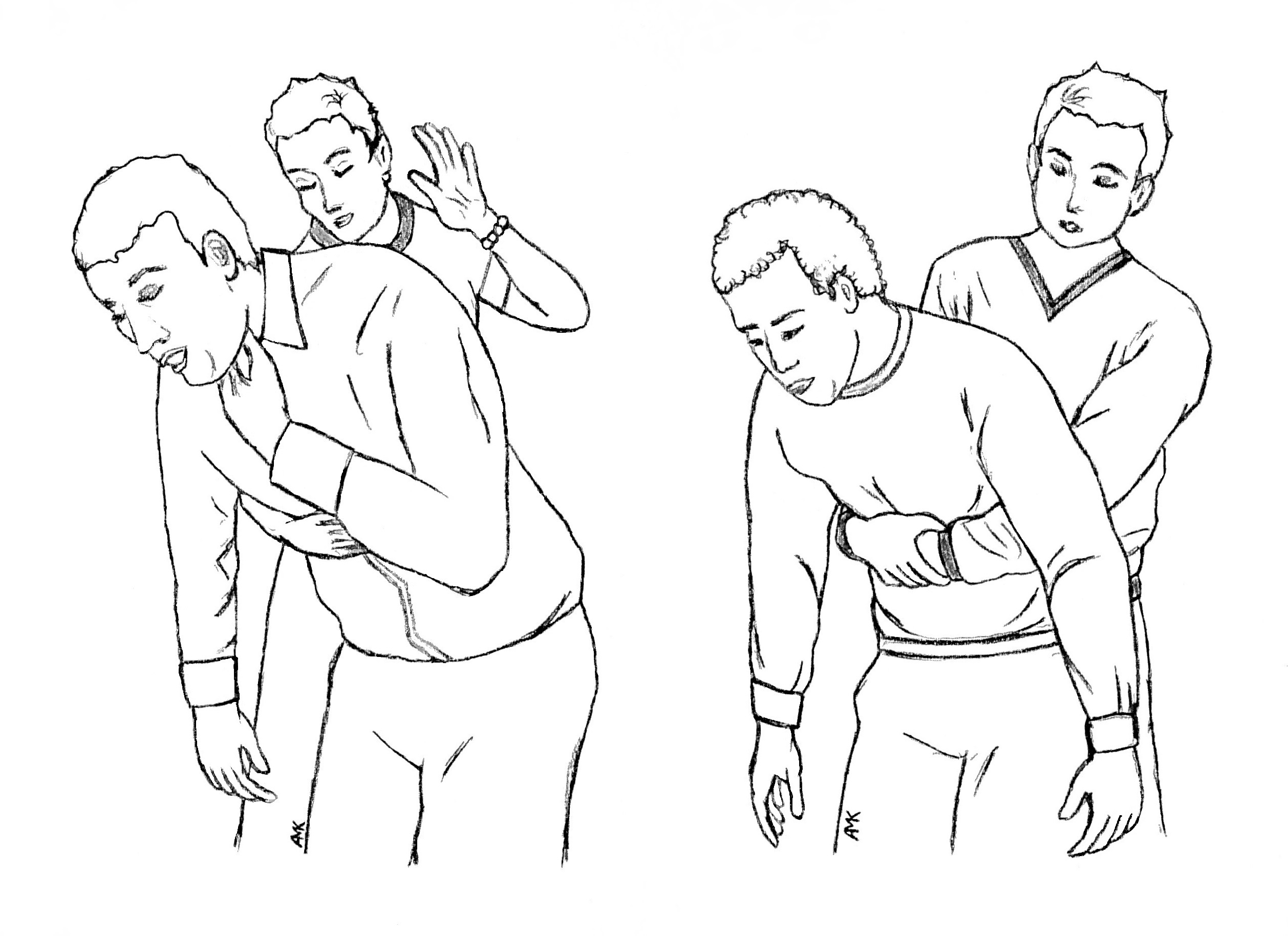
توضح الصورة استخدام ضغطات البطن وضربات الظهر لإخراج جسم غريب سبب انسدادًا لمجرى الهواء.

توضيح لإتجاه القوة في حالات ضغطات البطن، إلى الداخل وأعلى.

### العلاج
هناك عدة حركات ومناورات لإخراج الأجسام الغريبة التي تسبب انسداد مجرى التنفس.غالبًا ما يصيب هذا النوع من الانسداد الأشخاص الذين يقومون بتناول الطعام أو الشراب. يوصي كل من جمعية القلب الأمريكية، والصليب الأحمر الأمريكي، ومجلس الإنعاش الأوروبي بعدة خطوات مصممة لوضع ضغط أعلى عند القيام بالإسعاف الأولي لهؤلاء المرضى
توصي معظم البروتوكولات بتشجيع الضحية على السعال، والسماح لهم بفرصة للتخلص من الجسم الغريب تلقائيا إذا كانوا يستطيعون السعال بقوة.
إذا استمر مجرى الهواء بالانسداد، يمكن القيام بمناورات أكثر قوة مثل ضربات الظهرالقوية والضغطات البطنية (مناورة هيمليتش).
توصي بعض القواعد الإرشادية بالتناوب بين ضغطات البطن وضربات الظهر، في حين يوصي آخرون بالبدء بضربات الظهر أولًا.
جعل المصاب يميل إلى الأمام يقلل من فرص عودة الجسم الغريب إلى أسفل مجرى الهواء عندما يرتفع إلى الأعلى.
أداء الضغطات البطنية على شخص آخر يتطلب الوقوف خلفه، والضغط بقوة إلى الداخل وأعلى، على الجزء العلوي من البطن. ويمكن للشخص أيضًا تنفيذ ضغطات البطن على نفسه بمساعدة بعض الأشياء كالميل على كرسي مثلًا. هناك أدلة محدودة حول ما إن كان يمكن استخدام تمييل الرأس إلى الأسفل كوسيلة علاجية للاختناق في الكبار، بحيث ظهر أنه يمكن استخدامها فقط في حالة فشل الآليات الأخرى. على النقيض من ذلك، وبالنسبة للأطفال دون سن الواحدة، فإنه من المستحسن أن يتم وضع الطفل ورأسه لأسفل، حيث بدا أن ذلك يساعد على زيادة فعالية ضربات الظهر وضغطات البطن.
توصي الجمعية الطبية الأمريكية بتمرير الأصابع في الجزء الخلفي من الحلق لمحاولة طرد عوائق مجرى الهواء في حال أصبح الضحية فاقدًا للوعي. ومع ذلك، فإن العديد من البروتوكولات الحديثة توصي ضد استخدام تمرير الإصبع في تجويف الفم. حيث أنه إذا كان الشخص واعيًا، فإنه ينبغي أن يكون قادرًا على إزالة الجسم الغريب بنفسه، أما إذا كان فاقدًا للوعي، فإن تمرير الإصبع قد يسبب المزيد من الضرر. يمكن أن يؤدي ذلك إلى دفع الجسم الغريب أكثر إلى الأسفل في مجرى الهواء، مما يجعل من الصعب إزالته، أو التسبب في الاستسقاء من خلال حث الشخص على التقيؤ. بالإضافة إلى احتمالية وقوع ضرر للمنقذ نفسه إذا لم يتمكن من رؤية تجويف الفم بوضوح (على سبيل المثال، قطع الإصبع بسبب الأسنان الخشنة).

### الوقاية

تمييل الرأس ورفع الذقن هي الطريقة الأكثر موثوقية لفتح مجرى الهواء.

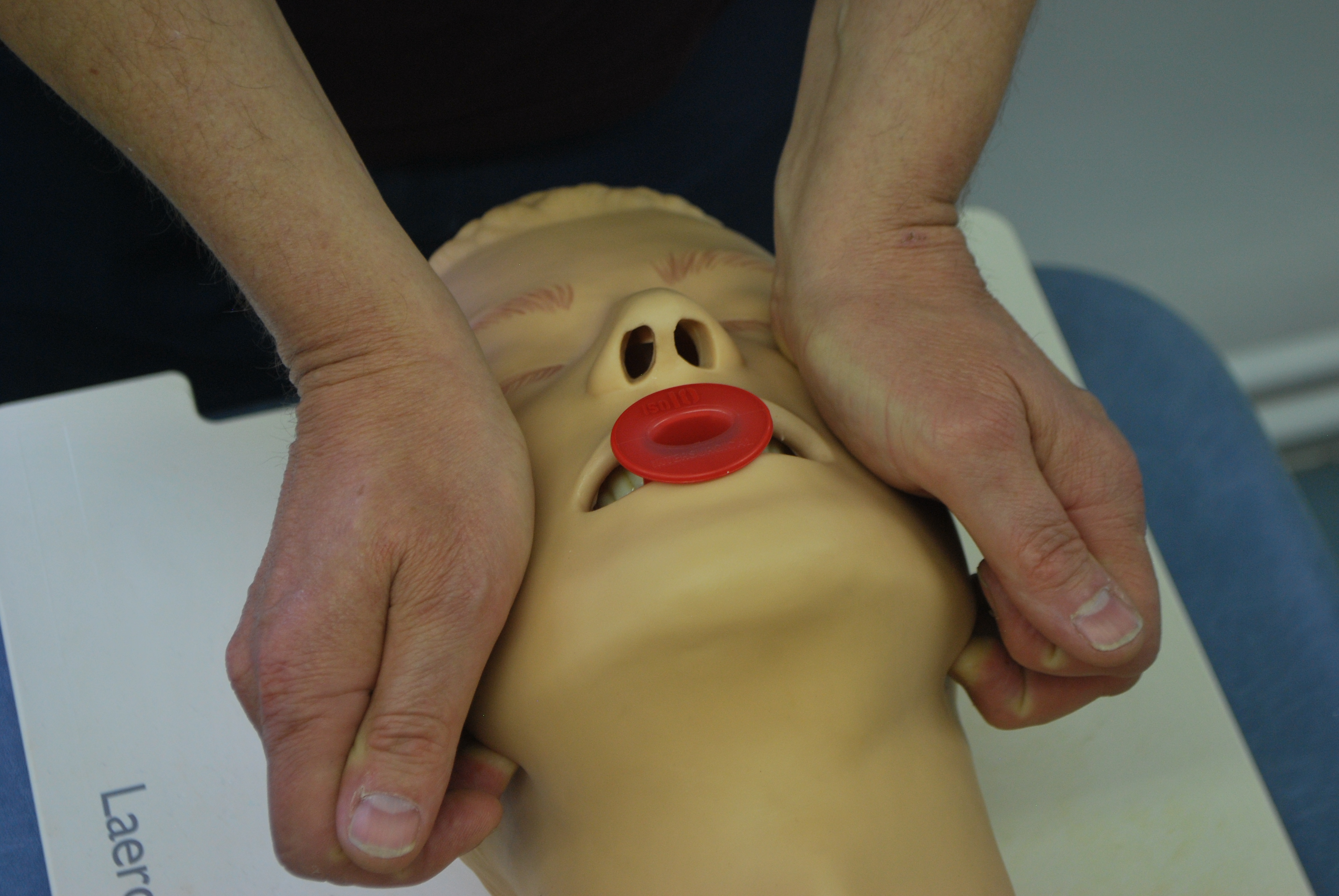
رفع الفك لفتح مجرى الهواء مع المحافظة على الحد الأدنى من التلاعب في العمود الفقري

تركز تقنيات الوقاية على منع انسداد مجرى الهواء بفعل اللسان، وتقليل احتمالية الاستسقاء بفعل ارتجاع محتويات المعدة أو الدم. وتعد تقنيات تمييل الرأس ورفع الذقن ورفع الفك مفيدة لحالات ارتخاء اللسان، في حين تعد وضعية الإنعاش مفيدة للأخير. إذا تم تنفيذ تمييل الرأس ورفع الذقن أو رفع الفك مع أي أجسام غريبة في مجرى الهواء، فإنها قد تزيحها إلى أسفل الشعب الهوائية، وبالتالي تسبب المزيد من الانسداد والصعوبة في إزالتها لاحقًا.[بحاجة لمصدر]
تستخدم تقنية تمييل الرأس ورفع الذقن كحل أساسي أولي في الحالات التي لا تعد فيها إصابة النخاع الشوكي مصدرًا للقلق. تتضمن هذه الطريقة ثني الرقبة ومدّ الرأس (وتسمى أيضا وضعية الاستنشاق)، وتقوم بفتح مجرى الهواء عن طريق رفع اللسان بعيدا عن الجزء الخلفي من الحلق. وضع منشفة مطوية وراء الرأس قد يحقق نفس النتيجة.

أغلب الطرق لوضعيات الإفاقة تتشابه في مبادئها الأساسية. حيث يكون الرأس وضعية تساعد السوائل على التصريف والابتعاد عن مجرى هواء المريض. والذقن يُرفَع إلى أعلى للحفاظ على لسان المزمار مفتوحًا. يتم تثبيت الذراعين والساقين لتحقيق الاستقرار في وضع المريض

تُعد تقنية رفع الفك طريقة فعالة للمحافظة على مجرى الهواء خاصة في المرضى الذين تعد إصابة العمود الفقري العنقي مصدرًا للقلق في حالتهم. وتكون الأسهل عندما يكون المريض في وضعية الاستلقاء.
يضع الممارس الصحي أصابع الوسطى والسبابة خلف زاوية الفك السفلي لرفع الأجزاء الخلفية للفك السفلي بينما يدفع الإبهام لأسفل على الذقن لفتح الفم. عندما يُزاح الفك السفلي إلى الأمام فإنه يسحب معه اللسان إلى الأمام ويمنعه من إغلاق مدخل القصبة الهوائية.
تعتبر وضعية الإفاقة تقنية مهمة للمرضى فاقدي الوعي الذين يتنفسون عرضا. تستلزم هذه الوضعية أن يستلقي الشخص في وضع مستقر على جنبه، مع الحفاظ على الرأس في وضع معتدل، بحيث لا تتسرب السوائل فيه إلى مجرى الهواء، مما يقلل من خطر استسقاء الرئة.
ترتبط معظم تقنيات مجرى الهواء بحركة العمود الفقري العنقي.
عندما يكون هناك احتمال إصابة في العنق، يستخدم طوق العنق للمساعدة في إبقاء الرأس في خط مستقيم مع العمود الفقري. على الرغم من أن أطواق العنق يمكن أن تسبب مشاكل في الحفاظ على مجرى الهواء والحفاظ على ضغط الدم، فإنه من غير المستحسن إزالة الطوق من دون وجود أشخاص كفاية لتثبيت الرأس يدويا في مكانه.

## إدارة مجرى الهواء المتقدمة
على النقيض من تقنيات إدارة مجرى الهواء الأساسية مثل تمييل الرأس ورفع الذقن، فإن إدارة مجرى الهواء المتقدمة تعتمد على استخدام المعدات الطبية. إدارة مجرى الهواء المتقدمة يمكن تأديتها «جهاز إدخال أعمى لمجرى الهواء ‏»، أو بواسطة رؤية مزمار الحنجرة باستخدام منظار الحنجرة. وغالبا ما يتم تنفيذ إدارة مجرى الهواء المتقدمة في المصابين بجروح خطيرة، وأولئك الذين يعانون من مرض رئوي شديد، أو عند تخدير المرضى لتسهيل الأوكسجين والتهوية الميكانيكية. ذلك بالإضافة إلى استخدام سدادة (كفة) لمنع احتمالية الاختناق أو انسداد مجرى الهواء.
تستخدم العديد من الأساليب في إدارة مجرى الهواء المتقدمة. الأمثلة على زيادة التوغل تشمل استخدام أدوات مسلك الهواء التي توضع فوق المزمار (مثل المسلك الهوائي الفموي البلعومي والمسلك الهوائي الأنفي البلعومي)، وتلك التي توضع أسفل المزمار (مثل التنبيب)، وأخيرًا الطرق الجراحية.

### إخراج الأجسام الغريبة

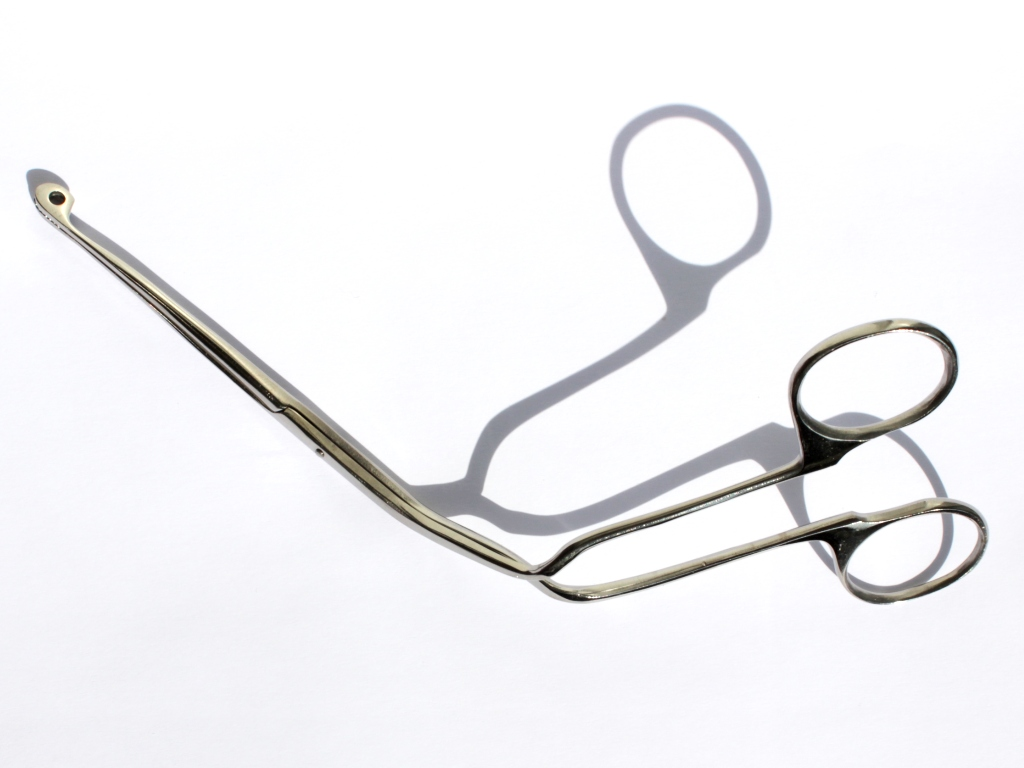
يمكن إزالة الأجسام الغريبة مع ملقط ماجيل تحت النظر إلى مجرى الهواء عبرمنظار الحنجرة

يشكل ابتلاع واستنشاق الأجسام الغريبة مشكلة مشتركة وخطيرة عند الأطفال الصغار، ولا تزال أحد الأسباب الرئيسية للوفاة بين الأطفال دون سن الخامسة.
قد تستقر المواد الغذائية الشائعة (الجزر الصغيرة، الفول السوداني... إلخ) والأدوات المنزلية (كالنقود المعدنية والمعادن وغيرها) في مستويات مختلفة من مجرى التنفس وتسبب عرقلة كبيرة في مجرى الهواء.
إن العرقلة الكاملة لمجرى الهواء تمثل حالة طبية طارئة. خلال مثل هذه الأزمة، يستطيع القائمون على الرعاية محاولة القيام بضربات الظهر أو ضغطات البطن لإخراج الجسم المُستنشق وإعادة تدفق الهواء إلى الرئتين.
في المستشفى، يشخص ممارسوا الرعاية الصحية استنشاق الجسم الغريب من خلال التاريخ المرضي ونتائج الفحص الإكلينيكي. في بعض الحالات، سوف يقوم المزودون بطلب التصوير الشعاعي للصدر، والذي قد تظهر به علامات انحصار الهواء في الرئة المصابة. تتم إزالة الأجسام الغريبة المستنشقة في علاج مجرى الهواء المتقدم باستخدام جهاز شفط بلاستيكي بسيط (مثل طرف شفط يانكور ‏)، أو تحت النظر المباشر لمجرى الهواء بواسطة منظار الحنجرة أو منظار القصبة. ينبغي النظر في أساليب جراحية أخرى في حال كان إخراج الجسم بهذه الوسائل غير ممكن.

### تقنيات مسلك فوق-المزمار
تعتمد تقنيات فوق المزمار على استخدام أدوات تم تصميمها بحيث ينتهي طرفها فوق مستوى المزمار عندما يكون في موضعه النهائي. أدوات فوق المزمارتضمن إبقاء الجهاز التنفسي العلوي مفتوحًا دون الدخول في القصبة الهوائية عن طريق جسر وتعدي المساحة الفموية والبلعوم. هناك العديد من الطرق الفرعية لتصنيف هذه الفئة من الأدوات، بتلك تتضمن طريقة الإدراج، وجود السدادة من عدمه، والموقع التشريحي الذي ينتهي طرف الأداة عنده. الأجهزة الأكثر شيوعا هي أقنعة الحنجرة وأنابيب مافوق المزمار، مثل: مسلك هوائي فموي بلعومي (أ.ب.ا) والمسلك الأنفي البلعومي (ن.ب.أ). وبصفة عامة، فإن خواص مسلك مجرى الهواء المثالي تشمل القدرة على تجاوز مجرى الهواء العلوي، وإنتاج مقاومة منخفضة للمجرى الهوائي، والسماح بالضغط الموجب، وكذلك بالتهوية العفوية، وحماية الجهاز التنفسي من إفرازات المعدة والأنف، وتكون سهلة الإدراج حتى من قبل غير الاختصاصي، وتنتج معدل إدراج سريع لأول مرة، وتبقى في مكانها الذي وضعت فيه من أول مرة، وتقلل خطر استسقاء الرئة، ولها الحد الأدنى من الآثار الجانبية.
المسلك الهوائي الأنفي البلعومي هو أنبوب مطاطي ناعم أو بلاستيكي يمر عبر الأنف إلى البلعوم الخلفي. يتم إنتاج المسالك الهوائية البلعومية الأنفية بأطوال وأقطار مختلفة لاستيعاب الاختلافات التشريحية والاختلافات بين الجنسين. يتم إدخال هذه الأداة بلطف من خلال أنف المريض بعد الحرص على ترطيبه بجيل الليدوكائين.
التركيب الصحيح الناجح لهذه الأداة يسهل التهوية العفوية، التهوية عبر القناع، أو بمساعدة جهاز التهوية عبر مسلك أنفي بلعومي معدل بنهاية مخصصة لكي يرتبط فيها الجهاز. يتحمل المرضى عموما ن.ب.أ بشكل جيد جدا. يتم تفضيل ن.ب.أ على أ.ب.أ عندما يكون فك المريض ثابتًا أو إذا كان المريض واعيًا ولا يستطيع تحمل أ.ب.أ.
ومع ذلك، لا ينصح عموما باستخدام ن.ب.أ إذا كان هناك اشتباه كسر في قاعدة الجمجمة. في هذه الحالات، إدراج ن.ب.أ يمكن أن يسبب تلفًا للأعصاب حال وضعه، لأنه قد يدخل إلى الجمجمة.
ومع ذلك، لا يوجد توافق في الآراء بشأن خطر الضرر العصبي الثانوي لكسر قاعدة الجمجمة مقارنة مع نقص الأكسجين بسبب عدم كفاءة إدارة مجرى الهواء. هناك مضاعفات أخرى لاستخدام المسالك الهوائية الأنفية البلعومية، وتشتمل على تقلصات الحنجرة، والرعاف، والتقيؤ، وتلف الأنسجة مع الاستخدام لفترات طويلة.

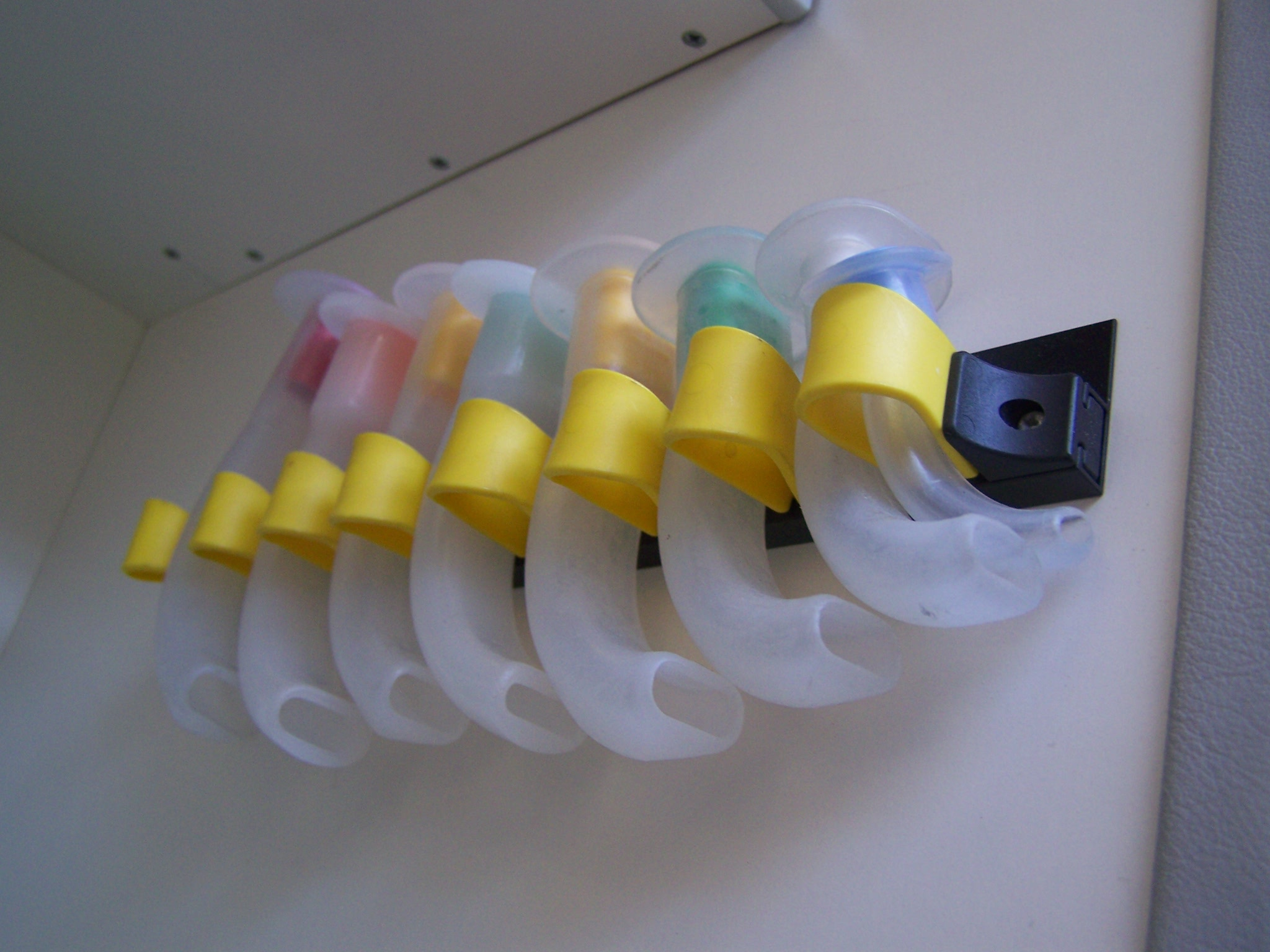
أحجام مختلفة لمسالك الهواء الفموية البلعومية

مسالك الهواء الفموية البلعومية هي أدوات صلبة منحنية بلاستيكية، يتم إدراجها عبر فم المريض. يتم إنتاج مسالك الهواء الفموية البلعومية بأطوال وأقطار مختلفة لاستيعاب الاختلافات بين الجنسين والاختلافات التشريحية. وهي مفيدة بشكل خاص للمرضى الذين يعانون من الكبر المفرط للسان والأنسجة الرخوة الأخرى. أداة أ.ب.أ تمنع انسداد مجرى الهواء من خلال إنشاء قناة إلى لسان المزمار وضمان أن لسان المريض لا يقوم بسده. ولأن مجرى الهواء البلعومي يمكن أن يحفز ميكانيكيًا رد الفعل البلعومي، فإنه ينبغي أن لا يستخدم إلا في المرضى المخدرين بعمق أو المرضى فاقدي الوعي لتجنب القيء والاستسقاء.  ويجب إيلاء عناية فائقة عند إدراج الـ أ.ب.أ. يجب على المستخدم تجنب دفع اللسان أبعد إلى أسفل حلق المريض، وعادة ما يتم ذلك عن طريق إدراج أ.ب.أ مع منحناه مواجهًا للرأس وثم لفه 180 أثناء إدخاله للبلعوم الخلفي.
تعد أدوات خارج المزمار عائلة أخرى من أدوات مافوق المزمار، ويتم إدخالها من خلال الفم لترتكز على أعلى الحنجرة. وتستخدم أدوات خارج المزمار في معظم الإجراءات الجراحية التي تجرى تحت التخدير العام. بالمقارنة مع أنابيب القصبة الهوائية التي بسدادة، فإن أدوات خارج المزمار توفر حماية أقل ضد الاستسقاء، ولكن يتم إدراجها بسهولة أكبر وتسبب أضرارًا أقل للحنجرة. هناك بعض القيود لأدوات خارج المزمار بسبب تصميمه الضخم وقدرته الرديئة لمنع الاستسقاء. وتنشأ هذه القيود في المرضى الذين يعانون من السمنة المفرطة، والإجراءات الجراحية المطولة، وجراحات الشعب الهوائية أوالتي تتضمنها، وعمليات المنظار، وغيرها. ويفضل التنبيب الرغامي عموما في هذه الظروف. أكثر أدوات خارج المزمار شيوعًا هو قناع مجرى هواء الحنجرة (ل.م.ا™). وهو عبارة عن أداة تحتوي على سدادة تكون حول البلعوم، ويتم إدخالها في الفم وترتكز على المزمار. يتم نفخ السدادة بعد وضعها في المكان الصحيح. هناك أنواع أخرى مختلفة وتشمل منافذ للوصول للمريء، بحيث يمكن إدخال أنبوب منفصل عبرها من الفم إلى المعدة لشفط وتخفيف الغازات والسوائل المتراكمة في المعدة. وبعض الأنواع الأخرى تتضمن فتحة فيه لإدراج الأنبوب الرغامي عبر الـ ل.م.ا إلى القصبة الهوائية.

### تقنيات ماتحت المزمار

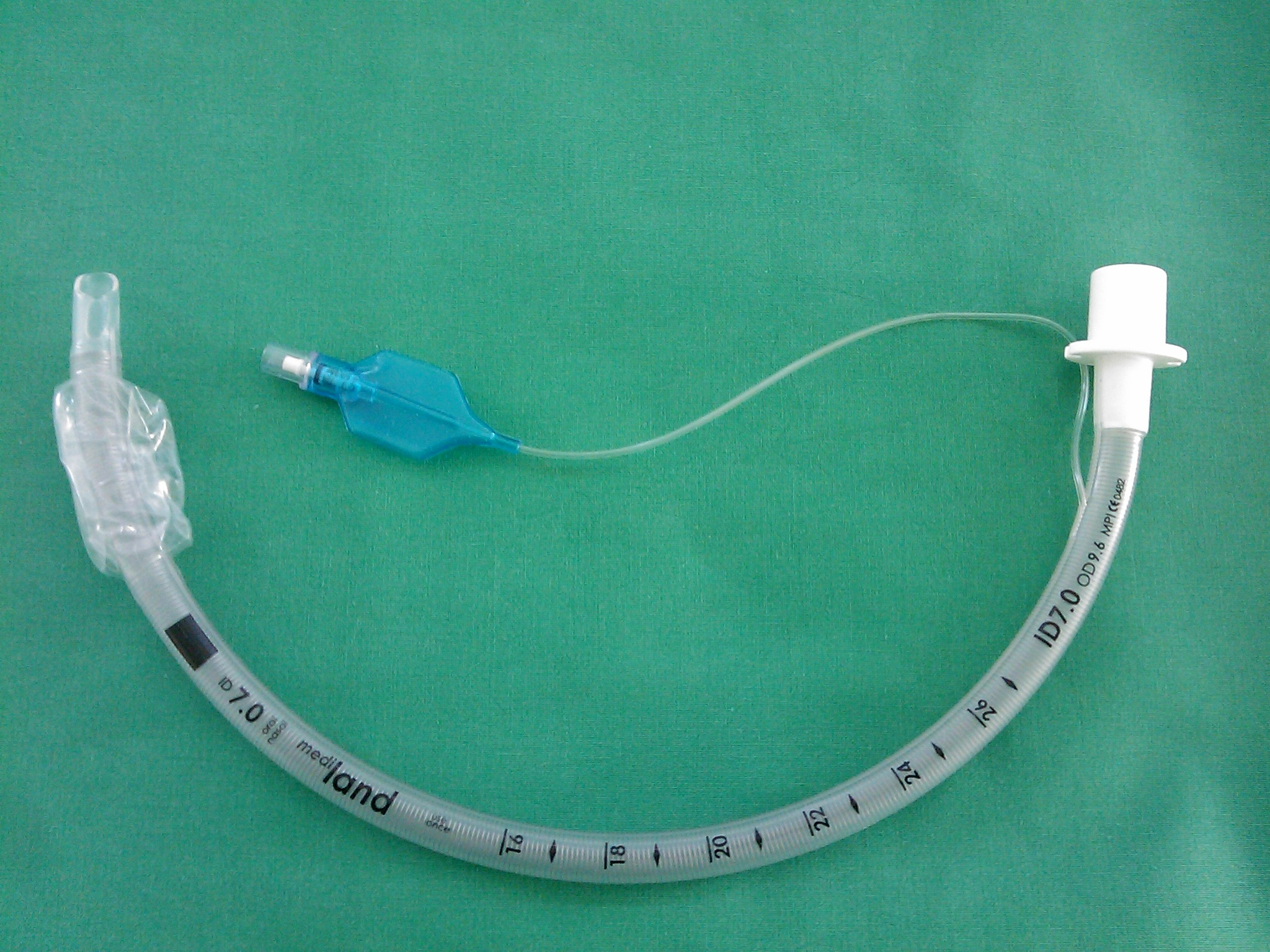
أنبوب رغامي بسدادة يستخدم في التنبيب الرغامي

على النقيض من الأجهزة فوق المزمار، فإن أجهزة تحت المزمار تخلق قناة اتصال بين الفم والقصبة الهوائية مرورًا بالمزمار. هناك العديد من تقنيات تحت المزمار المتاحة، وتعتمد التقنية التي يتم اختيارها على عدة عوامل، منها توفر المعدات الطبية، إمكانية الوصول إليها، كفاءة الطبيب، ومرض أو إصابة المريض. التنبيب الرغامي (أو التنبيب) هو وضع أنبوب بلاستيكي مرن أو مطاطي في القصبة الهوائية للحفاظ على مجرى الهواء مفتوحًا، أو لتكون بمثابة قناة يتم من خلالها إدخال بعض الأدوية. الطريق الأكثر استخداما للتنبيب هو عبر الفم إلى القصبة الهوائية، حيث يتم تمريرأنبوب القصبة الهوائية عن طريق الفم والحنجرة إلى القصبة الهوائية. وفي عمليات المسلك الأنفي الرغامي، يتم تمرير أنبوب القصبة الهوائية من خلال الأنف والحبال الصوتية إلى القصبة الهوائية. هناك بدائل للتنبيب الرغامي، وتشتمل علىأنبوب الحنجرة وأنبوب كومبتي.

### الطرق الجراحية

في البضع الحلقي الدرقي، يتم إجراء شق أو ثقب من خلال الغشاء الحلقي الدرقي بين الغضروف الدرقي و الغضروف الحلقي

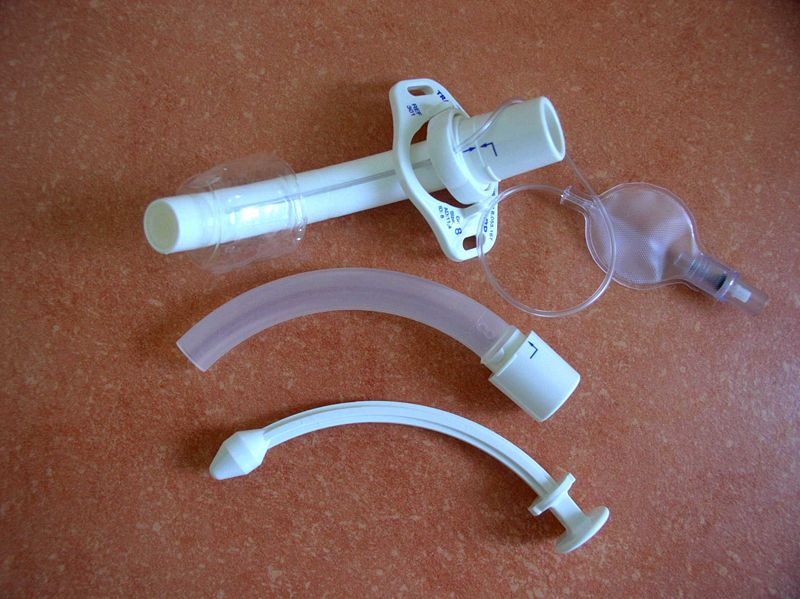
صورة لأنابيب القصبة الهوائية

الطرق الجراحية لإدارة مجرى الهواء تعتمد على إجراء شق جراحي تحت المزمار من أجل تجاوز الجهاز التنفسي العلوي والوصول المباشر إلى الجهاز التنفسي السفلي. وغالبا ما يتم تنفيذ مسلك مجرى الهواء الجراحي كملجأ أخير في الحالات التي يكون فيها التنبيب الرغامي والأنفي الرغامي مستحيلًا أو خطرًا. ويتم استخدام مسلك مجرى الهواء الجراحي أيضًا عندما يحتاج الشخص إلى جهاز التنفس الصناعي الميكانيكي لفترة طويلة. تتضمن الطرق الجراحية لمسلك مجرى الهواء البضع الحلقي الدرقي وثقب القصبة الهوائية.[بحاجة لمصدر]
البضع الحلقي الدرقي هو إجراء عملية جراحية طارئة، يتم فيها إجراء شق عبرالغشاء الحلقي الدرقي لإنشاء مسلك مفتوح مباشر في بعض الحالات التي تهدد الحياة، مثل انسداد مجرى الهواء بواسطة جسم غريب، الوذمة الوعائية، أو إصابات الوجه الكبيرة. يعد البضع الحلقي الدرقي أسهل بكثير وأسرع للأداء من بضع القصبة الهوائية، ولا يتطلب التلاعب في العمود الفقري العنقي، وله مضاعفات فورية أقل. بعض المضاعفات من هذه العملية تشمل النزيف، والعدوى، والإصابة للبشرة وهياكل الأنسجة الرخوة المحيطة.
جراحة (بضع) القصبة الهوائية هي عملية جراحية يقوم فيها الجراح بإجراء شق في الرقبة، يتم من خلاله إدخال أنبوب التنفس مباشرة إلى القصبة الهوائية. والسبب الشائع لأداء بضع القصبة الهوائية هو عندما يتطلب وضع المريض على جهاز تهوية ميكانيكية لفترة طويلة.
وتشمل مزايا بضع القصبة الهوائية أقل خطر للإصابة بالعدوى والأضرار التي تلحق القصبة الهوائية مباشرةً في فترة ما بعد العملية الجراحية. وعلى الرغم من ندرة المضاعفات لمثل هذه العمليات، فإنه هناك بعض المضاعفات على المدى الطويل من بضع القصبة الهوائية، وتتضمن تضيق القصبة الهوائية وتكون فتحة غير طبيعية بين القصبة الهوائية والشريان العضدي الرأسي.

## إدارة مجرى الهواء في بعض الحالات الخاصة

### الإنعاش القلبي الرئوي
لم يتم تأسيس الطريقة الأمثل لإدارة مجرى الهواء أثناء الإنعاش القلبي الرئوي إلى هذا الوقت، ويرجع ذلك إلى أن غالبية الدراسات حول هذا الموضوع هي رصدية لحظية بطبيعة الحال. ومع ذلك، فإن هذه الدراسات توجه توصيات بإجراء التجارب العشوائية المرتقبة.
تشير الدلائل الحالية إلى أن تدخلات مجرى الهواء الأساسية لضحايا السكتة القلبية خارج المستشفى (مثل مناورات تمييل الرأس ورفع الذقن، وأقنعة أكياس النفخ، أو التهوية من الفم إلى الفم، أو مسالك التهوية الأنفية البلعومية أو البلعومية الفموية) أدت إلى تحسين النتائج الفورية وطويلة المدى لهؤلاء المرضى، وتحسين النتائج العصبية بشكل ملحوظ، مقارنةً بالأدوات المتقدمة (كالتنبيب الرغامي، قناع مجرى الهواء الحنجري، وجميع أنواع مسالك مافوق المزمار الهوائية (س.غ.ا)، والجراحية كأنابيب القصبة الهوائية أو تلك التي توضع عبر الغشاء الدرقي). 
ونظرًا إلى أن هذه الدراسات رصدية بطبيعتها، فإنه يجب توخي الحذر بسبب احتمالية الخلط وفق الداعي لهذا الاجراء. بمعنى، أن المرضى الذين يحتاجون إلى مجرى هواء متقدم قد يكون التنبؤ بتحسنهم ضعيفًا مقارنةً بأؤلئك الذين يحتاجون التدخلات الأساسية ابتداءً.
وبالنسبة لعلاج السكتة القلبية داخل المستشفى، فإن الدراسات الحالية تدعم إنشاء مجرى هوائي متقدم. حيث أنه من الموثق جيدا أن ضغطات الصدر ذات الجودة العالية مع الحد الأدنى من الانقطاع قد أدى إلى تحسين معدل البقاء على قيد الحياة. ويقترح أن يكون ذلك جزئيًا بسبب انخفاض أوقات عدم تدفق الدم إلى الأعضاء الحيوية المهمة كالقلب، ونقص التروية إليها. إن توفير مسلك مجرى هواء متقدم (كأنبوب القصبة الهوائية، أو القناع الحنجري) يسمح بالتهوية غير المتزامنة ويقلل من نسبة عدم التدفق، مقارنةً بتقنيات مجرى الهواء الأساسي (قناع كيس النفخ-صمام) التي يجب أن يتوقف المسعف عن الضغطات للسماح بتهوية كافية للمريض.
يجب على المارة أو أؤلئك دون تدريب طبي الذين يشهدون حادثة انهيار أحدهم أن يتصلوا لطلب المساعدة والبدء في ضغطات الصدر على الفور. تدعم جمعية القلب الأمريكية الانعاش باليد فقط، والذي يدعو إلى ضغطات الصدر دون إعطاء أنفاس الإنقاذ للمراهقين أو البالغين. وكان ذلك للحد من التردد في بدء الإنعاش القلبي الرئوي بسبب القلق من الحاجة إلى توفير الإنعاش من الفم إلى الفم.

### الإصابات

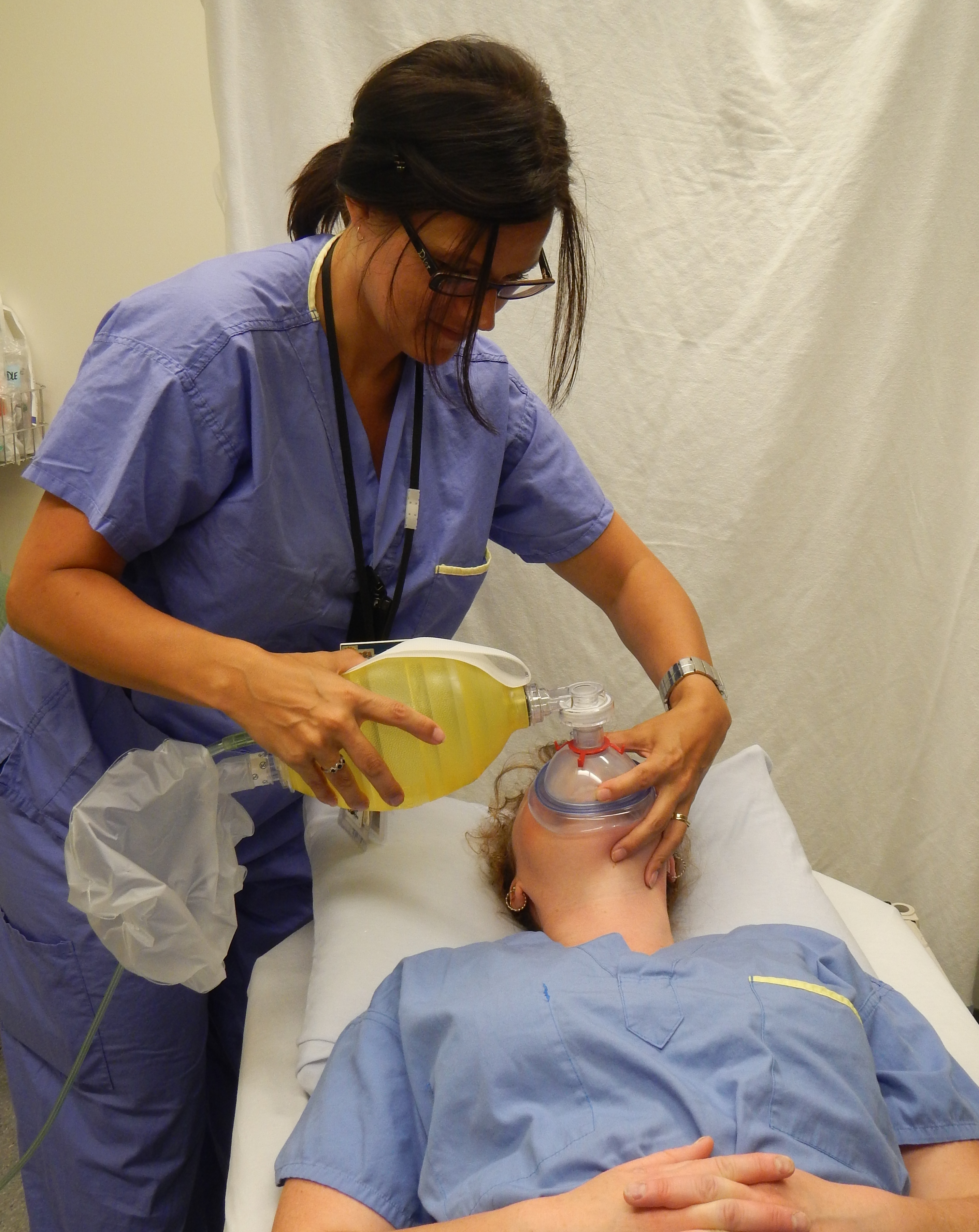
التهوية عبر كيس النفخ

يمثل إنقاذ مجرى الهواء حرف الألف (A) في الكلمة الاستذكارية للعلاج (ABC) في إصابات الحوادث.
إدارة مجرى الهواء في حالات إصابات الحوادث قد تكون معقدة بشكل خاص، وتعتمد بشكل كبير على آلية إصابة مجرى الهواء والأنسجة المحيطة به، وموقعها، وشدتها. من الأمثلة على الحالات التي يستلزم فيها على مزود الرعاية الصحية الأخذ بعين الاعتبار تقييم حاجة المريض الملحة لتأمين مجرى الهواء هي إصابات العمود الفقري العنقي، وإصابات مجرى الهواء نفسه، والتي قد تؤدي لانسداده، أو الوذمة في حالات إصابات المواد الكاوية أو الإصابات الحرارية، أو المريض المستعد للمقاتلة.
يوفر محيط ما قبل المستشفى تحديات فريدة لإدارة مجرى الهواء، بما في ذلك المساحات الضيقة، وتجميد الرقبة وعدم تحريكها، وضعف الإضاءة، بالإضافة إلى بعض التعقيدات المضافة بفعل محاولة عمل بعض الإجراءات أثناء النقل. وينبغي -عند الإمكان- إعطاء الأولوية لإدارة المسالك الهوائية الأساسية، بما في ذلك مناورات تمييل الرأس ورفع الذقن، إعطاء النفس عبر قناع الكيس والصمام. وفي حالة عدم كون هذا فعالا، يمكن استخدام مسلك مجرى الهواء مافوق المزمار للمساعدة في إيصال الأوكسجين والحفاظ على مجرى الهواء مفتوحًا. يعد استخدام مجرى الهواء الفموي البلعومي مقبولا، ولكن يجب تجنب استخدام المسلك الهوائي البلعومي الأنفي في إصابات الحوادث، خصوصًا في حالات اشتباه حدوث كسر في قاعدة الجمجمة. التنبيب الرغامي يحمل معه العديد من المخاطر، لا سيما عندما يتم استخدام المشلّات (أدوية تسبب الشلل المؤقت)، حيث يصبح الحفاظ على مجرى الهواء مفتوحًا تحديًا إذا فشل التنبيب. ولذلك يجب أن تتم محاولة وضعه من قبل ذوي الخبرة، فقط عندما تفشل الطرق الأقل توغلًا، أو عندما يعتبر النقل الآمن للمريض ضروريا، وذلك للحد من خطر الفشل وما يرتبط به من زيادة في معدلات الاعتلال والوفيات بسبب نقص الأكسجة.

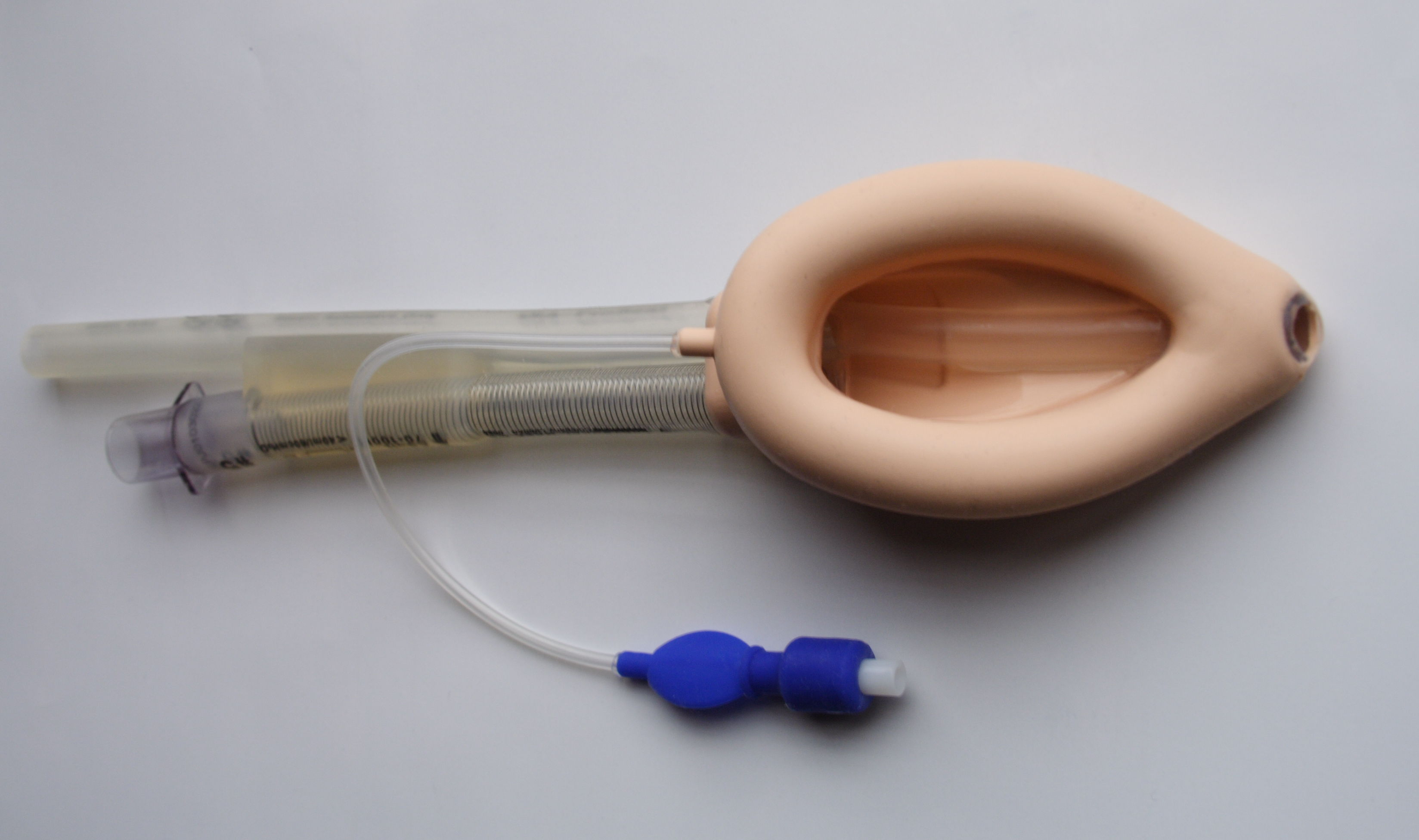
قناع مجرى هواء الحنجرة (ل.م.ا™)، مثال على مسلك الهواء فوق المزماري

إدارة مجرى الهواء في قسم الطوارئ هي الأمثل، وذلك نظرا لوجود الأخصائيين المدربين من التخصصات المتعددة، فضلا عن توفر «معدات مجرى الهواء الصعبة» (فيديو منظار الحنجرة، أداة إسكمان لإدراج أنبوب القصبة الهوائية، منظار القصبات بالألياف البصرية، الأساليب الجراحية، وما إلى ذلك). تعد حالة هيكل الوجه والفكين، والحنجرة، والقصبة الهوائية، والشعب الهوائية ومدى انفتاحها من الشواغل الرئيسية، حيث إنها كلها من مكونات الجهاز التنفسي، والفشل في أي مكان على طول هذا المسار قد يعيق التهوية. قد يمنع شعر الوجه الكثير، والحروق الشديدة، وإصابات الوجه والفكين إحكامَ صرِّ القناع على الوجه، مما يجعل التهوية عبر قناع الكيس صعبًا. الوذمة في مجرى الهواء يمكن أن تجعل منظار الحنجرة صعبًا، وبالتالي فإنه يوصى بمحاولة التنبيب بسرعة لتأمين مجرى الهواء قبل تطور التورم في حالات اشتباه الحروق الحرارية. والدم والقيء في مجرى الهواء قد يجعلان تصوير الحبال الصوتية أكثر صعوبةً وتحديًا، مما يستدعي الحاجة إلى منظار الحنجرة المباشر والفيديو، ومنظار القصبات بالألياف البصرية. إنشاء مجرى الهواء الجراحي يشكل تحديا في حالات محدودية مدّ الرقبة (كمن يوضع لهم طوق العنق)، أو انقطاع الحنجرة الرغامي، أو تشويه التشريح بسبب إصابة اختراقية أو ورم دموي. ويوصى ببضع القصبة الهوائية في غرفة العمليات من قبل الأطباء المتدربين في حالة انقطاع الحنجرة الرغامي الكامل، أو للأطفال الذين تقل أعمارهم عن 12 سنة.

## اقرأ أيضًا
<grammarly-btn>
</grammarly-btn>
- Daniel Limmer؛ Keith J. Karren؛ Brent Q. Hafen؛ John Mackay؛ Michelle Mackay (2006). Emergency Medical Responder (Second Canadian Version). Brady. ص. 92–97. ISBN:0-13-127824-X.

<grammarly-btn>
</grammarly-btn>